# Toray Pan Pacific Open 2003
Il Toray Pan Pacific Open 2003 è stato un torneo di tennis giocato sul sintetico indoor. È stata la 28ª edizione del Toray Pan Pacific Open, che fa parte della categoria Tier I nell'ambito del WTA Tour 2003. Si è giocato al Tokyo Metropolitan Gymnasium di Tokyo, in Giappone, dal 27 gennaio al 2 febbraio 2003.

## Campionesse

### Singolare
Lindsay Davenport ha battuto in finale  Monica Seles con il punteggio di 6(6)–7, 6–1, 6–2.

### Doppio
Elena Bovina /  Rennae Stubbs  hanno battuto in finale  Lindsay Davenport /  Lisa Raymond con il punteggio di 6–3, 6–4.